# 蒙民伟楼 (南开大学)
蒙民伟楼，初名南开大学高分子及环境科学实验楼，又名南开大学综合实验楼，坐落于天津市南开区南开大学八里台校区东南片区，毗邻思源堂，2002年2月28日正式开工，2003年1月23日竣工，实际投资1688万，建筑面积9130平方米。

## 捐资与冠名
香港信興集團創辦人及董事長蒙民伟先生500万元用于兴建该建筑，并冠名“蒙民伟楼”，是一座综合实验楼。2019年9月12日，南开大学百年校庆前夕，蒙民伟长子、信兴集团主席兼行政总裁蒙德扬专程到访了南开大学并参观了蒙民伟楼及功能高分子材料教育部重点实验室。

## 用途
南开大学环境科学与工程学院、环境科学系、环境与社会发展研究中心、吸附分离功能高分子材料国家重点实验室等均在蒙民伟楼内办公。